# 自由中國 (雜誌)
《自由中國》（1949年11月20日－1960年9月4日），於中華民國發行，以擴展民主自由空間為宗旨的政治刊物，由從中國大陸來臺的自由主義者以及政治人物所出版，至1960年9月1日，共刊出260期，存活十年又九个月。因為在當時的國民黨於臺灣的威權統治下，該雜誌在臺灣的言論市場上佔有舉足輕重的地位，它幾乎是整個1950年代在檯面上唯一可以聽到的異議聲響。因雷震等臺港在野人士籌備組織中國民主黨觸怒了國民黨當局，1960年9月4日臺灣警備總司令部藉《自由中國》第二十三卷第五期刊出殷海光寫的社論〈大江東流擋不住〉，以涉嫌叛亂的罪名將雷震等人逮捕，該雜誌停刊。

## 沿革
《自由中國》雜誌最初的構想是在中華民國政府撤退來臺之前發生的。當時有一部分中國國民黨黨員和自由主義知識分子，認為要堅定反共合法性，就必須要有一宣揚自由民主的言論機關，因此胡適、雷震、杭立武、張佛泉等人，研議創辦《自由中國》雜誌。但不久後中華民國政府暫退至臺灣，《自由中國》雜誌無法在大陸地區發行，遂於1949年11月在臺北創辦，由胡適擔任發行人，主要編輯是雷震和殷海光。
《自由中國》創辦之初，與時任總統的蔣中正關係良好，立場亦傾向擁蔣，因此创办初期得到国民党高层的赞助。自1949年11月至1950年底，得到教育部补助经费约新台币三万元。1951年3月至1953年5月，吴国桢的省政府财政厅每年资助新台币两万元。美国国务院拨款的亚洲协会自1953年元旦起每期购买一千本，自1954年元旦起，每期加购五百本，邮资另加，平均每年约资助两千美元。但是，隨著韓戰的爆發，蔣中正重獲美國支持，原本希望任用自由派人物改善政府形象、爭取美援的必要性大減；加上中國國民黨實施黨改造後，強人威權政治體制逐漸成形、鞏固。黨內的自由派政治人物由於不滿蔣的政策，紛紛離開權力核心。在這種情況下，《自由中國》的方向和風格也逐漸改變，從批判共產主義轉向檢討臺灣內部問題，及批評國民黨政府政策弊病，而和執政當局關係逐漸惡化。
1954年5月，雷震在《自由中國》刊登投書〈搶救教育危機〉一文，批評黨國干擾學校教育（如救國團）之後，12月蔣中正在“宣傳匯報會”上下令開除其黨籍（薛化元 1996，120）。國民黨秘書長唐縱表示雷震到臺灣後並沒有參加國民黨的歸隊登記，蔣中正說：“沒有黨籍也要開除！”。1958年殷海光在《自由中國》上發表《我们的教育》和《學術教育應獨立於政治》两篇文章響應雷震。
從1957年7月起，《自由中國》更以「今日問題」為總標題，連續發表十五篇社論，指出蔣政府一黨獨大，為所欲為。1959年3月，胡適撰寫〈自由與容忍〉一文，表達「没有容忍异己的雅量，就不会承认异己的宗教信仰可以享自由」、「容忍比自由更重要」，他甚至主張臺灣必須出現一個反對黨，以適度給予執政黨壓力制衡。1959年6月起，《自由中國》亦連續發表多篇文章，反對蔣中正尋求總統三連任。1960年，《自由中國》發表七論反對黨的文章，宣稱：“民主政治是今天的普遍要求，但沒有健全的政黨政治就不會有健全的民主，沒有強大的反對黨也不會有健全的政黨政治”。在這種情況下，雷震開始多方奔走，試圖結合臺灣本土的政治人物，共同組成一個反對黨。6月26日，雷宣布李萬居、高玉樹、雷震3人為新黨發言人；雷震、李萬居、夏濤聲、吳三連、郭雨新、齊世英、郭國基、黃玉嬌等17人為召集委員，由雷任新黨秘書長。在這種情況下，《自由中國》編輯群的舉動逐漸進逼至國民黨當局的禁忌，國民黨三大黨報《中央日報》、《中華日報》、《新生報》於是對雷震等人予以反擊，宣稱組建新黨是配合中共“統戰政策”、“造成臺灣混亂”、“企圖顛覆政府陰謀”。雷震終於在1960年9月4日遭到逮捕，為其罪名是「包庇匪諜」，10月8日宣判當天，蔣中正明確指示雷震的「刑期不得少於十年」，「覆判不能變更初審判決」。《自由中國》亦遭到停刊（薛化元 1996，144；楊碧川 1997，405）。
左舜生針對此一事件，曾批評蔣中正“不失為東方一個碩果僅存的標準獨裁者，同時也通明透亮表示了他對民主絲毫不能理解，絲毫不感興趣，不惜以走極端的態度，甘冒天下之大不韙，同國內外一切主持公道與正直人士挑戰。”

## 版面內容

### 文藝欄
聶華苓1949年起在《自由中國》半月刊擔任編輯委員與文藝欄主編。陳之藩《旅美小簡》中的文章即在《自由中國》文藝欄發表。

## 各界評價

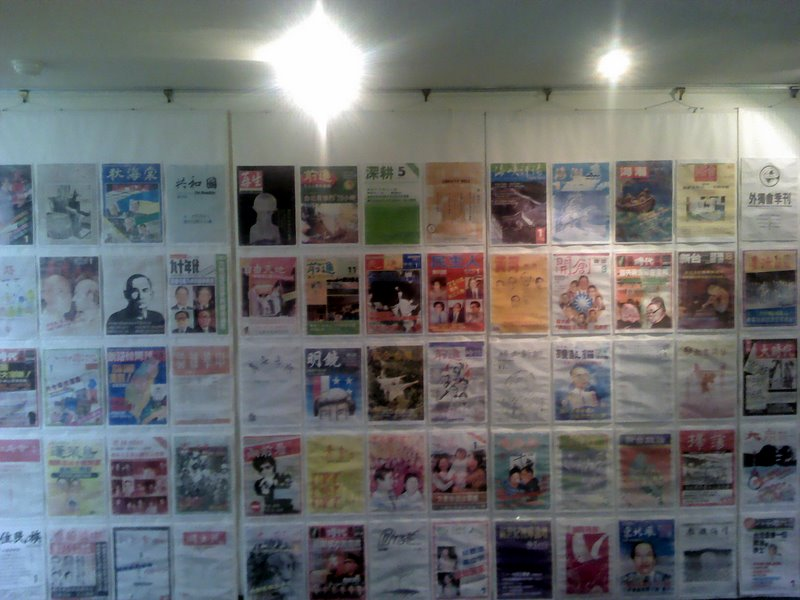
臺灣戒嚴時期各種短命的黨外雜誌

根據林淇瀁（1999年）的整理，從反對運動的角度來審視，《自由中國》至少有以下三點重要的貢獻： 
第一，在臺灣自由報業理念的傳揚上，《自由中國》雜誌以小媒介的形式，卻發揮了大媒介的功能，它在國民黨黨國威權體制加緊新聞箝制的政策之際，堅持媒介應有的新聞自由價值及理念，為後來的黨外雜誌樹立了爭取新聞自由的典型。這是《自由中國》在臺灣報業史上發散的可貴光芒。
再者，《自由中國》以新聞自由、言論自由的基本人權為基礎，透過政治論述，宣揚民主憲政理念，在國民黨戒嚴體制之中尋求突破牢籠的奮鬥與實踐，也給予後起的臺灣黨外民主運動相當的思想啟發，「影響了從1970年代開始，逐漸再抬頭的政治運動」，「為臺灣民主政治的開展創造了契機」（薛化元，1996:391-392）。這是《自由中國》雜誌在中華民國政治發展史上不可磨滅的貢獻。
即使《自由中國》對臺灣民主運動貢獻良多，但亦有其缺失：
1. 理論層面的論述，缺乏實際層面思考
2. 中國格局論述，少見臺灣在地觀點
3. 省籍意識強烈

亦有說法指出，因中國民主黨吸收了大量的臺籍菁英，造成執政當局不滿，乃至日後遭到迫害。雷震獄中手稿亦提到：「臺灣人的心目中，總覺得大陸人都是統治階層...而覺得自己吃了虧，沒有得到應有的重視，因而常有忿忿不平之念。」《自由中國》編委會委員戴杜衡甚至說過：「把臺灣人搞起來，大陸人將來是要受其欺壓的。」《自由中國》為一追求自由民主的政論雜誌，於發行期間卻沒注意到臺灣最根本、日後漸趨嚴重的省籍認同問題，而大多數仍以「外省菁英」的角度論述。
最後，《自由中國》由政治論述起，終於政治實踐的特質，表現了論述與實踐相與結合，言談與改革並進的政論雜誌/政治機器典範，更是深刻地啟發了其後的黨外民主運動，思想者、言談者與行動者三合一的民主參與模式，從此成為黨外雜誌與國民黨黨政軍三合一體制對抗的本錢。1970年代末期的《美麗島雜誌》及政團併體雛形，就是如此找到立基點。

## 雜錄
- 2009年電影《淚王子》戲中出現《自由中國》雜誌一幕，該年是1954年在臺中清泉崗機場，空軍劉將軍之妻歐陽千珺（關穎飾）喜讀該雜誌，並出現在她的書桌。不過劉將軍曾囑咐屬下不要再提供該雜誌供她閱讀，意含不希望受之影響。